# زمین‌لرزه ۲۰۰۶ گجرات
زمین‌لرزه گجرات  در تاریخ ۶ آوریل ۲۰۰۶ میلادی، برابر با ‎۱۷ فروردین ۱۳۸۵، ساعت ۱۲:۰۲:۵۴ به زمان یوتی‌سی در هندوستان ، منطقه گجرات رخ داد. ژرفای این زلزله ۱۰ کیلومتر و بزرگی آن ۵ در مقیاس Mw اعلام شده‌است. زمین‌لرزه به وقت محلی در روز پنج‌شنبه، ساعت ۱۷٫۵ روی داده و منطقه زمانی آن یوتی‌سی +۵٫۵ بوده‌است .
سازمان زمین‌شناسی آمریکا نیز رومرکز این زمین‌لرزه را در مختصات ۲۳°۴۳′۳۴″شمالی ۷۰°۴۰′۵۵″شرقی / ۲۳٫۷۲۶°شمالی ۷۰٫۶۸۲°شرقی و ژرفای آنرا در ۱۰ کیلومتر گزارش کرده‌است. بزرگی برگزیدهٔ این سازمان از میان بزرگیهای محاسبه‌شدهٔ مختلف ۴٫۹ در مقیاس Mb بوده و از دید اثر، در میان چهار دسته‌بندی «نامحسوس»، «محسوس»، «زیان‌آور» یا «با تلفات»، زلزله را «محسوس» اعلام کرده‌است.
پروژهٔ «تنسور گشتاور مرکزوار» زاویه‌های (راستا، شیب، ریک) گسل سازندهٔ زمین‌لرزه و صفحه عمود بر آنرا (°۲۴۵، °۳۱، °۴۸) یا (°۱۱۱، °۶۷، °۱۱۲) و نوع گسل را «معکوس» فرارسانده‌است.